# Gerolama Orsini
Gerolama Orsini (1503/1504 – 1569) byla členkou rodu Orsiniů a sňatkem s Pierem Luigim Farnese parmskou vévodkyní.

## Život
Narodila se v Římě jako dcera Lodovika Orsiniho a Giulie Conti. V roce 1513 byla zasnoubena s Pierem Luigim Farnese, svatba se konala roku 1519 ve Valentano. Její manžel byl nemanželským synem papeže Pavla III. a Silvie Ruffino. Přesto, že to bylo manželství bez lásky, zůstala Gerolama věrnou a oddanou ženou, která s důstojností tolerovala výstřelky, brutalitu a extravaganci Piera Luigiho.
Když se v roce 1534 kardinál Alessandro Farnese stal papežem Pavlem III., udělal ze svého syna generálního kapitána církve, v roce 1537 vévodu z Castra a roku 1545 nakonec vévodu z Parmy a Piacenzy. Pier Luigi byl v roce 1547 zavražděn, sama Girolama zemřela roku 1569 v piacenzském Palazzo Farnese. Pohřbena byla v kryptě Santa Maria della Steccata.

## Potomci
- 1. Alessandro Farnese (5. 10. 1520 Valentano – 2. 3. 1589 Řím), kardinál[1]
- 2. Vittoria Farnese (10. 8. 1521 Valentano – 13. 12. 1602 Urbino)[2][3]
⚭ 1548 Guidobaldo II. della Rovere (2. 4. 1514 Urbino – 28. 9. 1574 Pesaro), vévoda z Urbina od roku 1538 až do své smrti[4][5]
- 3. Ottavio Farnese (9. 10. 1524 Valentano – 18. 9. 1586 Piacenza), vévoda z Parmy a Piacenzy od roku 1547 až do své smrti[6]
⚭ 1538 Markéta Parmská (5. 7. 1522 Oudenaarde – 18. 1. 1586 Ortona)[7]
- 4. Ranuccio Farnese (11. 8. 1530 Valentano – 29. 10. 1565 Parma), kardinál[8][9]
- 5. Orazio Farnese (1532 – 18. 7. 1553 Hesdin), vévoda z Castra od roku 1547 až do své smrti[10]
⚭ 1552 Diana d’Angoulême (25. 7. 1538 Paříž  – 11. 1. 1619 tamtéž)[11]

## Tituly a oslovení
- 31. října 1537 - 16. září 1545: Její Výsost vévodkyně z Castra
- 16. září 1545 - 10. září 1547: Její Výsost vévodkyně z Parmy
- 10. září 1547 - 1569: Její Výsost vévodkyně vdova z Parmy